# Вигано, Сальваторе
Сальваторе Вигано (итал. Salvatore Viganò; 1769—1821) — выдающийся итальянский балетный артист и балетмейстер

, а также композитор. Долгое время был известен преимущественно за счет создания героических произведений, и пропаганду идей тираноборчества, однако впоследствии он перешел к более высокой драматургии, предвосхищая таким образом идеи тетралогии Рихарда Вагнера.

## Биография
Сальваторе Вигано родился 25 марта 1769 года в музыкальной артистической семье, отец - итальянский хореограф Онорато Вигано (ит. Onorato Viganò), он и стал первым педагогом своему сыну. А первым учителем музыки стал его дядя со стороны матери Луиджи Боккерини (ит. Luigi Boccherini), итальянский виолончелист и композитор 18-го века, автор около 450 музыкальных произведений.
Впервые на балетную сцену Сальваторе вышел 13-летним подростком — в 1782 году, в Риме, причём в женской партии. С этого возраста и началась обычная для того времени актёрская карьера с постоянными гастролями и переездами с места на место: он работал в разных городах и странах и скоро прославился как виртуозный балетный танцор. В 1783 или 1786 году (даты варьируются в источниках) впервые проявил себя как композитор, сочинив комическую оперу «Обнаруженная вдовушка» (La vedova scoperta).
В это время Луиджи Боккерини работал в Мадриде, где пользовался большой славой и вниманием королевских особ; желая посодействовать карьере племянника, он договорился о его приезде. Гастроли в Испанию стали знаменательными для начинающего хореографа. Там он встретил юную австрийскую (или испанскую) танцовщицу по имени Мария Тереза Медина — а вскоре они сыграли свадьбу, и балерина с новой фамилией Вигано стала его постоянной партнершей и участницей его дальнейших постановок, но еще и причиной немалых страданий впоследствии, когда семейное счастье разладилось, а балерина с возрастом чрезмерно увлеклась интригами, в том числе и против мужа. В Мадриде же он познакомился с французским хореографом Жаном Добервалем. Это знакомство отложило отпечаток на всё дальнейшее творчество С. Вигано. Жан Доберваль был родоначальником нового балетного направления — простонародного комического балета, где впервые действующими лицами становились не боги и герои, даже не короли и вельможи, а простолюдины, а сюжет уводил от героики и пафоса к бытовым житейским проблемам. Жан Доберваль некоторое время[когда?] возглавлял Королевскую академию музыки (предтечу Парижской оперы), однако его эстетические взгляды не совпадали с традициями этого театра[уточнить]. Он пробовал работать в различных театрах, затем переехал в Бордо. Сальваторе Вигано, став верным последователем Доберваля, последовал за ним. В своем дальнейшем творчестве он развил эстетические положения Доберваля, уйдя от пафоса красивого «танца для танца» к характерным образам.
Когда Ж. Доберваль, убегая из революционной Франции и якобинцев, прибыл в Лондон и стал там возобновлять свои постановки, Сальваторе Вигано тоже отправился туда и 30 апреля 1791 г. в театре «Пантеон» (Pantheon Theater) принял участие в спектакле La Fille mal gardée, исполнив партию Алена, незадачливого жениха деревенской красотки Лизы (партнёрами стали: жена Доберваля мадемуазель Теодор — в роли Лизы, а Колена играл будущий выдающийся балетмейстер Шарль Дидло, в то время начинающий танцор и тоже ученик Ж. Доберваля). Балет La Fille mal gardée (на русской сцене балет известен под названием «Тщетная предосторожность», а в дословном переводе: Плохо присмотренная дочь или Плохо охраняемая дочь) считается самой удачной работой Доберваля и впоследствии вошел в мировую балетную классику.
Через пару лет, в 1793 году, на сцене театра «Сан-Самуэле» в Венеции С. Вигано уже сам повторил этот балет Доберваля, причем он не только поставил спектакль как балетмейстер, но и исполнил в нем главную партию Колена, а в роли Лизы вышла его жена Мария Вигано. Эта постановка стала первым не-авторским возобновлением известного балета и положила начало многим сотням последующим — балет La Fille mal gardée не сходит с мировых сцен вот уже более 220 лет.
Но еще до этой постановки С. Вигано на сцене театра «Сан-Самуэле» в Венеции успешно создал свою первую постановку в 1791 году: «Рауль де Креки» на музыку одноимённой оперы французского композитора Никола Далейрака.
В дальнейшем Сальваторе Вигано вместе со своей женой Марией Терезой, уже полностью перейдя на балетмейстерскую деятельность, работал во многих европейских театрах, часто сам сочиняя музыку к своим постановкам. В 1799 году его пригласили балетмейстером в Венский придворный театр. Поначалу он ставил дивертисменты и маленькие балеты, а сам работал над идеей постановки своего большого балета «Творения Прометея» — он вывел Прометея как бунтаря, похитившего небесный огонь и восставшего против всевластия Зевса. Идея заинтересовала Бетховена, и тот откликнулся на предложение о совместной работе. Балет «Творения Прометея» (Les Créatures de Prométhée) был поставлен 28 марта 1801 в музыкальном театре Вены, а через некоторое время Вигано продолжил работу над ним, используя дополнительно музыку других композиторов — Гайдна и Моцарта, а кроме того, какие-то музыкальные фрагменты сочинил сам.
С 1811 года и до самой своей смерти он возглавлял балет в театре Ла Скала (Милан).
В своих балетах С. Вигано прежде всего опирался на сюжетную основу и использовал сложные драматические и философские литературные произведения. Среди его других балетов: «Софья Московская, или Стрельцы», трагедия-балет «Весталка» (1818 г.), «Мирра» по Альфьери, «Любовь к трем апельсинам» по Карло Гоцци, «Титаны» (театр Ла Скала, 1819 г.); особо много его привлекали драматические произведения Шекспира, на основе которых он поставил балеты «Отелло», «Ромео и Джульетта», «Гамлет», «Сон в летнюю ночь», «Буря», «Макбет».
Он придавал большое значение массовым сценам, и современники даже называли его постановки хореодрамами.
Скончался 10 августа 1821 в Милане.